# Perithalera oblongata
Perithalera oblongata är en fjärilsart som beskrevs av W. Warren 1898. Perithalera oblongata ingår i släktet Perithalera och familjen mätare. Inga underarter finns listade i Catalogue of Life.